# Demange-Baudignécourt
Demange-Baudignécourt ist eine französische Gemeinde mit 509 Einwohnern (Stand: 1. Januar 2022) im Département Meuse in der Region Grand Est. Sie gehört zum Arrondissement Commercy und zum Gemeindeverband Portes de Meuse.
Sie entstand als Commune nouvelle mit Wirkung vom 1. Januar 2019 durch die Zusammenlegung der früheren Gemeinden Demange-aux-Eaux und Baudignécourt, von denen lediglich Baudignécourt in der neuen Gemeinde den Status einer Commune déléguée erhalten hat.
Der Verwaltungssitz befindet sich im Ort Demange-aux-Eaux.

## Geografie
Demange-Baudignécourt liegt am Fluss Othain und am Canal de la Marne au Rhin. Demange-Baudignécourt grenzt an die Nachbargemeinden Reffroy im Norden, Bovée-sur-Barboure im Nordosten, Mauvages im Osten, Delouze-Rosières im Südosten, Houdelaincourt im Süden sowie Saint-Joire im Westen.

## Gliederung
| Ortsteil                              | ehemaliger INSEE-Code | Fläche (km²) | Einwohnerzahl (2016) |
| ------------------------------------- | --------------------- | ------------ | -------------------- |
| Baudignécourt                         | 55030                 | 06,28        | 065                  |
| Demange-aux-Eaux (Verwaltungssitz)000 | 55150                 | 24,86        | 505                  |

## Sehenswürdigkeiten

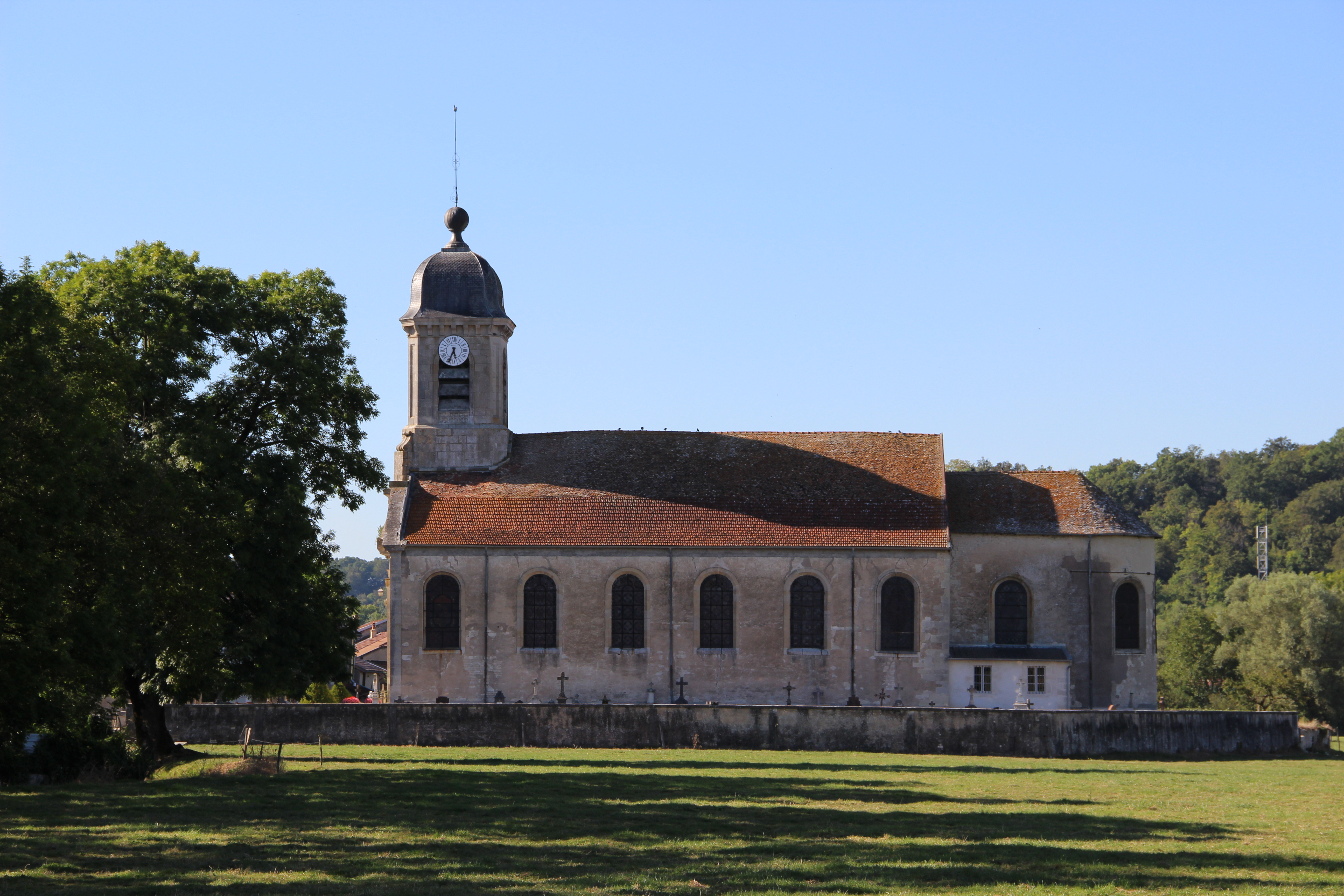
Kirche Saint-Remi

- Kirche Saint-Laurent in Baudignécourt
- Kirche Saint-Remi in Demange-aux-Eaux